# Lista över fornlämningar i Sigtuna kommun (Skånela)
Lista över fornlämningar i Sigtuna kommun (Skånela) är en förteckning av ett urval av de fornlämningar som finns i Skånela i Sigtuna kommun.
| Namn                                                     | Lämningstyp                      | Tillkomsttid | Historisk indelning | Plats                               | Läge                 | ID-nr          | Bild                                      |
| -------------------------------------------------------- | -------------------------------- | ------------ | ------------------- | ----------------------------------- | -------------------- | -------------- | ----------------------------------------- |
| Skånela 27:1                                             | Stensättning                     |              | Skånela, Uppland    |                                     | 59.588818, 18.005277 | 10008500270001 | Ladda upp en bild av detta fornminne      |
| Skånela 27:2                                             | Stensättning                     |              | Skånela, Uppland    |                                     | 59.588869, 18.005232 | 10008500270002 | Ladda upp en bild av detta fornminne      |
| Skånela 28:1                                             | Stensättning                     |              | Skånela, Uppland    |                                     | 59.588473, 17.998295 | 10008500280001 | Ladda upp en bild av detta fornminne      |
| Skånela 32:1                                             | Stensättning                     |              | Skånela, Uppland    |                                     | 59.612767, 18.006860 | 10008500320001 | Ladda upp en bild av detta fornminne      |
| Skånela 32:2                                             | Stensättning                     |              | Skånela, Uppland    | U179 Riala - kmb.16000300040707.jpg | 59.612837, 18.006691 | 10008500320002 | Ladda upp en bild av detta fornminne      |
| Skånela 39:1                                             | Stensättning                     |              | Skånela, Uppland    |                                     | 59.597236, 17.994507 | 10008500390001 | Ladda upp en bild av detta fornminne      |
| Skånela 66:1                                             | Stensättning                     |              | Skånela, Uppland    |                                     | 59.580870, 17.981707 | 10008500660001 | Ladda upp en bild av detta fornminne      |
| Skånela 71:1                                             | Husgrund, förhistorisk/medeltida |              | Skånela, Uppland    |                                     | 59.577671, 18.007639 | 10008500710001 | Ladda upp en bild av detta fornminne      |
| Skånela 72:1                                             | Stensättning                     |              | Skånela, Uppland    |                                     | 59.581310, 17.978046 | 10008500720001 | Ladda upp en bild av detta fornminne      |
| Skånela 73:1                                             | Stensättning                     |              | Skånela, Uppland    |                                     | 59.583152, 17.974760 | 10008500730001 | Ladda upp en bild av detta fornminne      |
| Skånela 103:1                                            | Stensättning                     |              | Skånela, Uppland    |                                     | 59.591672, 17.966960 | 10008501030001 | Ladda upp en bild av detta fornminne      |
| Skånela 104:1                                            | Gravfält                         |              | Skånela, Uppland    |                                     | 59.591400, 17.967696 | 10008501040001 | Ladda upp en bild av detta fornminne      |
| Skånela 105:1                                            | Gravfält                         |              | Skånela, Uppland    |                                     | 59.591221, 17.965716 | 10008501050001 | Ladda upp en bild av detta fornminne      |
| U 306 (Skånela 109:1)                                    | Runristning                      |              | Skånela, Uppland    |                                     | 59.576346, 17.961736 | 10008501090001 | Ladda upp en till bild av detta fornminne |
| Skånela 111:1                                            | Runristning                      |              | Skånela, Uppland    |                                     | 59.581601, 17.949140 | 10008501110001 | Ladda upp en bild av detta fornminne      |
| Skånela 111:2                                            | Runristning                      |              | Skånela, Uppland    |                                     | 59.581593, 17.949313 | 10008501110002 | Ladda upp en bild av detta fornminne      |
| U 297 (Skånela 112:1)                                    | Runristning                      |              | Skånela, Uppland    |                                     | 59.581354, 17.948790 | 10008501120001 | Ladda upp en till bild av detta fornminne |
| U 299 (Skånela 112:2)                                    | Runristning                      |              | Skånela, Uppland    |                                     | 59.581252, 17.948787 | 10008501120002 | Ladda upp en till bild av detta fornminne |
| Skånela 112:3                                            | Runristning                      |              | Skånela, Uppland    |                                     | 59.581248, 17.948966 | 10008501120003 | Ladda upp en bild av detta fornminne      |
| U 295 (Skånela 112:4)                                    | Runristning                      |              | Skånela, Uppland    |                                     | 59.581029, 17.948718 | 10008501120004 | Ladda upp en till bild av detta fornminne |
| U 296 (Skånela 112:5)                                    | Runristning                      |              | Skånela, Uppland    |                                     | 59.581149, 17.948575 | 10008501120005 | Ladda upp en till bild av detta fornminne |
| U 303 (Skånela 112:6)                                    | Runristning                      |              | Skånela, Uppland    |                                     | 59.581183, 17.948557 | 10008501120006 | Ladda upp en bild av detta fornminne      |
| Skånela 112:7                                            | Runristning                      |              | Skånela, Uppland    |                                     | 59.581107, 17.948856 | 10008501120007 | Ladda upp en bild av detta fornminne      |
| Skånela 113:1                                            | Stensättning                     |              | Skånela, Uppland    |                                     | 59.570067, 17.964302 | 10008501130001 | Ladda upp en bild av detta fornminne      |
| Skånela 113:2                                            | Stensättning                     |              | Skånela, Uppland    |                                     | 59.570055, 17.964453 | 10008501130002 | Ladda upp en bild av detta fornminne      |
| Skånela 113:3                                            | Stensättning                     |              | Skånela, Uppland    |                                     | 59.570188, 17.964605 | 10008501130003 | Ladda upp en bild av detta fornminne      |
| U 309 (Skånela 114:1)                                    | Runristning                      |              | Skånela, Uppland    |                                     | 59.570921, 17.963261 | 10008501140001 | Ladda upp en till bild av detta fornminne |
| U 310 (Skånela 114:2)                                    | Runristning                      |              | Skånela, Uppland    |                                     | 59.570886, 17.963180 | 10008501140002 | Ladda upp en till bild av detta fornminne |
| U 311U323 Sälna - kmb.16000300012961.jpg (Skånela 114:3) | Runristning                      |              | Skånela, Uppland    |                                     | 59.570853, 17.963205 | 10008501140003 | Ladda upp en till bild av detta fornminne |
| Skånela 115:1                                            | Runristning                      |              | Skånela, Uppland    |                                     | 59.571193, 17.954360 | 10008501150001 | Ladda upp en bild av detta fornminne      |
| Skånela 116:1                                            | Runristning                      |              | Skånela, Uppland    |                                     | 59.581111, 17.940726 | 10008501160001 | Ladda upp en till bild av detta fornminne |
| Skånela 120:1                                            | Gravfält                         |              | Skånela, Uppland    |                                     | 59.591714, 17.948092 | 10008501200001 | Ladda upp en bild av detta fornminne      |
| Skånela 121:1                                            | Gravfält                         |              | Skånela, Uppland    |                                     | 59.586525, 17.943241 | 10008501210001 | Ladda upp en bild av detta fornminne      |
| U 308 (Skånela 122:1)                                    | Runristning                      |              | Skånela, Uppland    |                                     | 59.584935, 17.947176 | 10008501220001 | Ladda upp en till bild av detta fornminne |
| Skånela 123:1                                            | Runristning                      |              | Skånela, Uppland    |                                     | 59.585624, 17.947135 | 10008501230001 | Ladda upp en bild av detta fornminne      |
| Skånela 124:1                                            | Gravfält                         |              | Skånela, Uppland    |                                     | 59.593182, 17.948038 | 10008501240001 | Ladda upp en bild av detta fornminne      |
| Skånela 125:1                                            | Gravfält                         |              | Skånela, Uppland    |                                     | 59.600163, 17.954870 | 10008501250001 | Ladda upp en bild av detta fornminne      |
| Skånela 126:1                                            | Stensättning                     |              | Skånela, Uppland    |                                     | 59.601902, 17.954147 | 10008501260001 | Ladda upp en bild av detta fornminne      |
| Skånela 127:1                                            | Gravfält                         |              | Skånela, Uppland    |                                     | 59.603054, 17.954335 | 10008501270001 | Ladda upp en bild av detta fornminne      |
| U 305 (Skånela 128:1)                                    | Runristning                      |              | Skånela, Uppland    |                                     | 59.599770, 17.954109 | 10008501280001 | Ladda upp en till bild av detta fornminne |
| Skånela 128:2                                            | Stensättning                     |              | Skånela, Uppland    |                                     | 59.599815, 17.954363 | 10008501280002 | Ladda upp en bild av detta fornminne      |
| Skånela 129:1                                            | Stensättning                     |              | Skånela, Uppland    |                                     | 59.601020, 17.955510 | 10008501290001 | Ladda upp en bild av detta fornminne      |
| Skånela 132:1                                            | Hög                              |              | Skånela, Uppland    |                                     | 59.605842, 17.958358 | 10008501320001 | Ladda upp en bild av detta fornminne      |
| Skånela 132:2                                            | Stensättning                     |              | Skånela, Uppland    |                                     | 59.605633, 17.958643 | 10008501320002 | Ladda upp en bild av detta fornminne      |
| Skånela 133:1                                            | Röse                             |              | Skånela, Uppland    |                                     | 59.611413, 17.957988 | 10008501330001 | Ladda upp en bild av detta fornminne      |
| Skånela 134:1                                            | Gravfält                         |              | Skånela, Uppland    |                                     | 59.610613, 17.973255 | 10008501340001 | Ladda upp en bild av detta fornminne      |
| Skånela 135:1                                            | Stensättning                     |              | Skånela, Uppland    |                                     | 59.609486, 17.970696 | 10008501350001 | Ladda upp en bild av detta fornminne      |
| Skånela 135:2                                            | Stensättning                     |              | Skånela, Uppland    |                                     | 59.609358, 17.970614 | 10008501350002 | Ladda upp en bild av detta fornminne      |
| Skånela 136:1                                            | Stensättning                     |              | Skånela, Uppland    |                                     | 59.605274, 17.974475 | 10008501360001 | Ladda upp en bild av detta fornminne      |
| Skånela 136:2                                            | Stensättning                     |              | Skånela, Uppland    |                                     | 59.605053, 17.974293 | 10008501360002 | Ladda upp en bild av detta fornminne      |
| Skånela 136:3                                            | Stensättning                     |              | Skånela, Uppland    |                                     | 59.604880, 17.974085 | 10008501360003 | Ladda upp en bild av detta fornminne      |
| Skånela 138:1                                            | Gravfält                         |              | Skånela, Uppland    |                                     | 59.608355, 17.965526 | 10008501380001 | Ladda upp en bild av detta fornminne      |
| Skånela 138:2                                            | Stensättning                     |              | Skånela, Uppland    |                                     | 59.607794, 17.965475 | 10008501380002 | Ladda upp en bild av detta fornminne      |
| Skånela 139:1                                            | Stensättning                     |              | Skånela, Uppland    |                                     | 59.606992, 17.966171 | 10008501390001 | Ladda upp en bild av detta fornminne      |
| Skånela 139:2                                            | Stensättning                     |              | Skånela, Uppland    |                                     | 59.606922, 17.966005 | 10008501390002 | Ladda upp en bild av detta fornminne      |
| Skånela 140:1                                            | Gravfält                         |              | Skånela, Uppland    |                                     | 59.607173, 17.962827 | 10008501400001 | Ladda upp en bild av detta fornminne      |
| Skånela 140:2                                            | Grav- och boplatsområde          |              | Skånela, Uppland    |                                     | 59.606750, 17.962266 | 10008501400002 | Ladda upp en bild av detta fornminne      |
| Skånela 141:1                                            | Stensättning                     |              | Skånela, Uppland    |                                     | 59.607785, 17.960945 | 10008501410001 | Ladda upp en bild av detta fornminne      |
| Skånela 142:1                                            | Gravfält                         |              | Skånela, Uppland    |                                     | 59.606189, 17.961336 | 10008501420001 | Ladda upp en bild av detta fornminne      |
| Skånela 143:1                                            | Fornborg                         |              | Skånela, Uppland    |                                     | 59.596604, 17.969621 | 10008501430001 | Ladda upp en bild av detta fornminne      |
| Skånela 144:1                                            | Stensättning                     |              | Skånela, Uppland    |                                     | 59.595686, 17.973745 | 10008501440001 | Ladda upp en bild av detta fornminne      |
| Skånela 144:2                                            | Stensättning                     |              | Skånela, Uppland    |                                     | 59.595536, 17.973658 | 10008501440002 | Ladda upp en bild av detta fornminne      |
| Skånela 145:1                                            | Gravfält                         |              | Skånela, Uppland    |                                     | 59.592874, 17.972844 | 10008501450001 | Ladda upp en bild av detta fornminne      |
| Skånela 146:1                                            | Stensättning                     |              | Skånela, Uppland    |                                     | 59.593717, 17.968869 | 10008501460001 | Ladda upp en bild av detta fornminne      |
| Skånela 147:1                                            | Runristning                      |              | Skånela, Uppland    |                                     | 59.594198, 17.967005 | 10008501470001 | Ladda upp en till bild av detta fornminne |
| Skånela 148:1                                            | Stensättning                     |              | Skånela, Uppland    |                                     | 59.599264, 17.953125 | 10008501480001 | Ladda upp en bild av detta fornminne      |
| Skånela 148:2                                            | Stensättning                     |              | Skånela, Uppland    |                                     | 59.599412, 17.953183 | 10008501480002 | Ladda upp en bild av detta fornminne      |
| Skånela 149:1                                            | Gravfält                         |              | Skånela, Uppland    |                                     | 59.600591, 17.958541 | 10008501490001 | Ladda upp en bild av detta fornminne      |
| Skånela 152:1                                            | Gravfält                         |              | Skånela, Uppland    |                                     | 59.610143, 17.974241 | 10008501520001 | Ladda upp en bild av detta fornminne      |
| U 322 (Skånela 153:1)                                    | Runristning                      |              | Skånela, Uppland    |                                     | 59.610547, 17.974787 | 10008501530001 | Ladda upp en till bild av detta fornminne |
| Skånela 156:1                                            | Gravfält                         |              | Skånela, Uppland    |                                     | 59.608321, 17.975752 | 10008501560001 | Ladda upp en bild av detta fornminne      |
| Skånela 157:1                                            | Gravfält                         |              | Skånela, Uppland    |                                     | 59.610940, 17.985297 | 10008501570001 | Ladda upp en bild av detta fornminne      |
| Skånela 158:1                                            | Gravfält                         |              | Skånela, Uppland    |                                     | 59.613897, 17.980039 | 10008501580001 | Ladda upp en bild av detta fornminne      |
| Skånela 159:1                                            | Stensättning                     |              | Skånela, Uppland    |                                     | 59.613852, 17.981636 | 10008501590001 | Ladda upp en bild av detta fornminne      |
| Skånela 159:2                                            | Stensättning                     |              | Skånela, Uppland    |                                     | 59.613754, 17.981585 | 10008501590002 | Ladda upp en bild av detta fornminne      |
| Skånela 160:1                                            | Gravfält                         |              | Skånela, Uppland    |                                     | 59.614002, 17.983124 | 10008501600001 | Ladda upp en bild av detta fornminne      |
| Skånela 161:1                                            | Hög                              |              | Skånela, Uppland    |                                     | 59.611680, 17.991765 | 10008501610001 | Ladda upp en bild av detta fornminne      |
| Skånela 162:1                                            | Gravfält                         |              | Skånela, Uppland    |                                     | 59.610185, 17.992900 | 10008501620001 | Ladda upp en bild av detta fornminne      |
| Örnsbacken (Skånela 163:2)                               | Runristning                      |              | Skånela, Uppland    |                                     | 59.609660, 17.993130 | 10008501630002 | Ladda upp en bild av detta fornminne      |
| U 324 (ingår i gravfältet) (Skånela 164:1)               | Gravfält                         |              | Skånela, Uppland    |                                     | 59.609661, 17.994326 | 10008501640001 | Ladda upp en till bild av detta fornminne |
| Skånela 165:1                                            | Gravfält                         |              | Skånela, Uppland    |                                     | 59.609219, 17.995340 | 10008501650001 | Ladda upp en bild av detta fornminne      |
| Skånela 166:1                                            | Gravfält                         |              | Skånela, Uppland    |                                     | 59.609480, 17.999123 | 10008501660001 | Ladda upp en bild av detta fornminne      |
| Skånela 167:1                                            | Gravfält                         |              | Skånela, Uppland    |                                     | 59.609582, 18.001960 | 10008501670001 | Ladda upp en bild av detta fornminne      |
| Skånela 168:1                                            | Gravfält                         |              | Skånela, Uppland    |                                     | 59.605372, 18.000180 | 10008501680001 | Ladda upp en bild av detta fornminne      |
| Skånela 169:1                                            | Stensättning                     |              | Skånela, Uppland    |                                     | 59.604753, 17.990015 | 10008501690001 | Ladda upp en bild av detta fornminne      |
| Skånela 170:1                                            | Gravfält                         |              | Skånela, Uppland    |                                     | 59.600957, 17.976648 | 10008501700001 | Ladda upp en bild av detta fornminne      |
| Skånela 171:1                                            | Gravfält                         |              | Skånela, Uppland    |                                     | 59.606260, 17.977633 | 10008501710001 | Ladda upp en bild av detta fornminne      |
| Skånela 173:1                                            | Gravfält                         |              | Skånela, Uppland    |                                     | 59.597374, 17.997290 | 10008501730001 | Ladda upp en bild av detta fornminne      |
| Skånela 174:1                                            | Gravfält                         |              | Skånela, Uppland    |                                     | 59.596359, 17.997055 | 10008501740001 | Ladda upp en bild av detta fornminne      |
| Skånela 178:1                                            | Stensättning                     |              | Skånela, Uppland    |                                     | 59.610243, 17.974730 | 10008501780001 | Ladda upp en bild av detta fornminne      |
| Skånela 179:1                                            | Stensättning                     |              | Skånela, Uppland    |                                     | 59.610348, 17.972186 | 10008501790001 | Ladda upp en bild av detta fornminne      |
| Skånela 192:1                                            | Gravfält                         |              | Skånela, Uppland    |                                     | 59.600340, 17.954516 | 10008501920001 | Ladda upp en bild av detta fornminne      |
| Skånela 198:1                                            | Runristning                      |              | Skånela, Uppland    |                                     | 59.580928, 17.948863 | 10008501980001 | Ladda upp en bild av detta fornminne      |
| Skånela 201:1                                            | Stensättning                     |              | Skånela, Uppland    |                                     | 59.560934, 17.962518 | 10008502010001 | Ladda upp en bild av detta fornminne      |
| Skånela 201:2                                            | Stensättning                     |              | Skånela, Uppland    |                                     | 59.560796, 17.962397 | 10008502010002 | Ladda upp en bild av detta fornminne      |
| Skånela 201:3                                            | Röse                             |              | Skånela, Uppland    |                                     | 59.560654, 17.962404 | 10008502010003 | Ladda upp en bild av detta fornminne      |
| Skånela 202:1                                            | Stensättning                     |              | Skånela, Uppland    |                                     | 59.561964, 17.959980 | 10008502020001 | Ladda upp en bild av detta fornminne      |
| Skånela 202:2                                            | Röse                             |              | Skånela, Uppland    |                                     | 59.561757, 17.959941 | 10008502020002 | Ladda upp en bild av detta fornminne      |
| U 316 (Skånela 204:1)                                    | Runristning                      |              | Skånela, Uppland    |                                     | 59.564795, 17.952546 | 10008502040001 | Ladda upp en till bild av detta fornminne |
| Skånela 205:1                                            | Runristning                      |              | Skånela, Uppland    |                                     | 59.565339, 17.947939 | 10008502050001 | Ladda upp en bild av detta fornminne      |
| Skånela 206:1                                            | Runristning                      |              | Skånela, Uppland    |                                     | 59.568562, 17.954120 | 10008502060001 | Ladda upp en bild av detta fornminne      |
| Skånela 207:1                                            | Hög                              |              | Skånela, Uppland    |                                     | 59.567957, 17.950839 | 10008502070001 | Ladda upp en bild av detta fornminne      |
| Skånela 207:2                                            | Stensättning                     |              | Skånela, Uppland    |                                     | 59.567952, 17.951152 | 10008502070002 | Ladda upp en bild av detta fornminne      |
| Skånela 208:1                                            | Gravfält                         |              | Skånela, Uppland    |                                     | 59.567452, 17.952879 | 10008502080001 | Ladda upp en bild av detta fornminne      |
| Skånela 209:1                                            | Gravfält                         |              | Skånela, Uppland    |                                     | 59.566548, 17.951246 | 10008502090001 | Ladda upp en bild av detta fornminne      |
| Skånela 210:1                                            | Stensättning                     |              | Skånela, Uppland    |                                     | 59.558122, 17.948105 | 10008502100001 | Ladda upp en bild av detta fornminne      |
| Skånela 210:2                                            | Stensättning                     |              | Skånela, Uppland    |                                     | 59.558206, 17.947855 | 10008502100002 | Ladda upp en bild av detta fornminne      |
| Skånela 210:5                                            | Stensättning                     |              | Skånela, Uppland    |                                     | 59.557977, 17.948649 | 10008502100005 | Ladda upp en bild av detta fornminne      |
| Skånela 211:1                                            | Hög                              |              | Skånela, Uppland    |                                     | 59.561213, 17.944382 | 10008502110001 | Ladda upp en bild av detta fornminne      |
| Skånela 212:1                                            | Gravfält                         |              | Skånela, Uppland    |                                     | 59.571883, 17.987907 | 10008502120001 | Ladda upp en bild av detta fornminne      |
| Skånela 213:1                                            | Gravfält                         |              | Skånela, Uppland    |                                     | 59.571091, 17.989896 | 10008502130001 | Ladda upp en bild av detta fornminne      |
| Skånela 214:1                                            | Gravfält                         |              | Skånela, Uppland    |                                     | 59.570483, 17.992211 | 10008502140001 | Ladda upp en bild av detta fornminne      |
| Skånela 215:1                                            | Hällristning                     |              | Skånela, Uppland    |                                     | 59.574277, 17.992599 | 10008502150001 | Ladda upp en bild av detta fornminne      |
| Skånela 220:1                                            | Stensättning                     |              | Skånela, Uppland    |                                     | 59.586263, 17.976528 | 10008502200001 | Ladda upp en bild av detta fornminne      |
| Skånela 224:1                                            | Stensättning                     |              | Skånela, Uppland    |                                     | 59.578719, 18.007112 | 10008502240001 | Ladda upp en bild av detta fornminne      |
| Skånela 224:3                                            | Stensättning                     |              | Skånela, Uppland    |                                     | 59.578959, 18.007323 | 10008502240003 | Ladda upp en bild av detta fornminne      |
| Skånela 224:4                                            | Stensättning                     |              | Skånela, Uppland    |                                     | 59.579131, 18.007453 | 10008502240004 | Ladda upp en bild av detta fornminne      |
| Skånela 224:5                                            | Stensättning                     |              | Skånela, Uppland    |                                     | 59.578618, 18.006568 | 10008502240005 | Ladda upp en bild av detta fornminne      |
| Skånela 225:1                                            | Röse                             |              | Skånela, Uppland    |                                     | 59.586970, 18.008974 | 10008502250001 | Ladda upp en bild av detta fornminne      |
| U 304 (Skånela 235:1)                                    | Runristning                      |              | Skånela, Uppland    |                                     | 59.612071, 17.956555 | 10008502350001 | Ladda upp en till bild av detta fornminne |
| Skånela 236:1                                            | Stensättning                     |              | Skånela, Uppland    |                                     | 59.574859, 17.993990 | 10008502360001 | Ladda upp en bild av detta fornminne      |
| Skånela 239:1                                            | Gravfält                         |              | Skånela, Uppland    |                                     | 59.596889, 18.003227 | 10008502390001 | Ladda upp en bild av detta fornminne      |
| Skånela 241:1                                            | Stensättning                     |              | Skånela, Uppland    |                                     | 59.589214, 17.978304 | 10008502410001 | Ladda upp en bild av detta fornminne      |
| Skånela 244:1                                            | Gravfält                         |              | Skånela, Uppland    |                                     | 59.562492, 17.950226 | 10008502440001 | Ladda upp en bild av detta fornminne      |
| Skånela 245:1                                            | Stensättning                     |              | Skånela, Uppland    |                                     | 59.562654, 17.948729 | 10008502450001 | Ladda upp en bild av detta fornminne      |
| Skånela 245:2                                            | Stensättning                     |              | Skånela, Uppland    |                                     | 59.562747, 17.948538 | 10008502450002 | Ladda upp en bild av detta fornminne      |
| Skånela 245:3                                            | Stensättning                     |              | Skånela, Uppland    |                                     | 59.562855, 17.948348 | 10008502450003 | Ladda upp en bild av detta fornminne      |
| Skånela 246:1                                            | Stensättning                     |              | Skånela, Uppland    |                                     | 59.573927, 17.989843 | 10008502460001 | Ladda upp en bild av detta fornminne      |
| Skånela 247:1                                            | Stensättning                     |              | Skånela, Uppland    |                                     | 59.584870, 17.978612 | 10008502470001 | Ladda upp en bild av detta fornminne      |
| Skånela 248:1                                            | Stensättning                     |              | Skånela, Uppland    |                                     | 59.586898, 17.976209 | 10008502480001 | Ladda upp en bild av detta fornminne      |
| Skånela 249:1                                            | Stensättning                     |              | Skånela, Uppland    |                                     | 59.606220, 17.968044 | 10008502490001 | Ladda upp en bild av detta fornminne      |
| Skånela 253                                              | Stensättning                     |              | Skånela, Uppland    |                                     | 59.614051, 18.003541 | 12000000029759 | Ladda upp en bild av detta fornminne      |
| Skånela 258                                              | Stensättning                     |              | Skånela, Uppland    |                                     | 59.604237, 17.999144 | 12000000029886 | Ladda upp en bild av detta fornminne      |